# Philippodamias claggi
Philippodamias claggi là một loài bướm đêm trong họ Noctuidae.